# Xenorhina adisca
Xenorhina adisca е вид жаба от семейство Тесноусти жаби (Microhylidae).

## Разпространение и местообитание
Видът е разпространен в Индонезия.
Обитава гористи местности, планини, възвишения и склонове в райони с тропически и субтропичен климат.